# 杜拉漢
杜拉漢（英語：Dullahan；愛爾蘭語：Gan Ceann，意為“沒有頭”），又稱「無頭騎士」，是愛爾蘭傳說中沒有頭部的亡靈，和死神一樣預示著死亡。
一般被認為是騎著無頭的被稱為Cóiste-bodhar的黑馬，腋下夾著自己的頭。其頭部擁有巨大可以突然移動的眼球。無頭騎士的鞭子其實是人類屍骨的脊柱，並且他的馬車的裝潢也很有墓地的特色（例如：頭顱骨中點燃蠟燭以用來照亮道路，用腿骨製成的車輪，馬車的斗篷是用蟲蛀的爛布做成）。當無頭騎士停止跋涉時，就是一個人將死的時候。無頭騎士會喊出他們的名字，用以宣告對方的滅亡。
沒有任何路障可以阻礙無頭騎士的前進，任何阻礙物當無頭騎士經過時都會自行開啟。無頭騎士也不喜歡他們在辦事的途中被窺視，他們會向膽敢那樣做的人們身上倒一盆血（基本上暗示了他們馬上會得到的死亡），或是用他們的鞭子抽出窺視者的眼珠。儘管如此，他們非常害怕黃金，哪怕是小小的金針都可以趕走無頭騎士。
在幻想小說和電視遊戲中的無頭騎士經常以身首異處的騎士帶著自己的被切斷的頭顱惡意地闖入者的形態出現。他們時常擁有從被切斷的頭顱中噴出火焰一樣的法術或是擁有魔劍。

## 相關創作

### 動畫漫畫
- 漫畫《魔物娘的同居日常》中，杜拉漢族「拉拉」從單行本第6集開始登場。
- 漫畫《亞人醬有話要說》中，無頭騎士「町京子」柴崎高中1年B班，頭與身體分離的亞人。祖先是傳承於愛爾蘭的妖精。
- 動畫《無頭騎士異聞錄 DuRaRaRa!!》中，主角無頭騎士「塞爾堤･史特路爾森」是電擊文庫史上第一個以無頭的人物作為主角的角色，某天遺失了自己的頭以及自己過去的記憶，而開始尋找自己的頭。最終來到了日本的池袋。

鬼太郎第六部
- 動畫《為美好的世界獻上祝福！》（剧中称“无头骑士杜拉罕”）
- 漫畫《86-不存在的戰區》中，男主角長兄在共和國的稱號，也是提起"無頭騎士杜拉罕"的傳說。

### 小說題材
- 19世紀恐怖小說《沉睡谷傳奇》。
- 輕小說《無頭騎士異聞錄》中，杜拉漢以主要角色身分出現。
- 輕小說《為美好的世界獻上祝福！》中擔任魔王軍幹部一員。
- 輕小說《OVERLORD》中無頭騎士是種族等級，戰鬥女僕「由莉·阿爾法」就是無頭騎士。

### 遊戲
- 遊戲《Fate/Grand Order》中，出自《沉睡谷傳奇》黑森無頭騎士與出自《狼王羅伯》之中的狼王羅伯的概念融合，職階為Avenger。劇情一開始尚未探清其真名時，一開始時職階為Rider，後來由於某些原因轉為Avenger。

- 遊戲《瑪奇》中，塔拉影子世界任務「帕爾赫德族的幽靈」中的BOSS即是以杜拉漢的形象構想而成，遊戲橘子翻譯問題，在新瑪奇中的名字為「都拉漢」。

- 遊戲《新瑪奇英雄傳》中, 第三季關卡「靈魂之柩」中的BOSS即是以杜拉漢的形象構想而成，其名不變，仍為「杜拉漢」。

- 遊戲《棕色塵埃》中，八夜之主「里安之王」任務「盧修斯」中的BOSS即是以杜拉漢的形象構想而成，

### 電視電影
- 1999年12月逝世人物列表恐怖電影《斷頭谷》，由提姆·波頓導演改編自恐怖小說《沉睡谷傳奇》。
- 加拿大劇集《妖女迷行》在"Where There's a Will, There's a Fae"一話中曾出現過一名杜拉漢雇傭兵。

### 傳說軼事
- 死亡骑士的傳說。
- 无头機車騎士，日本都市傳說。
- 飞头蛮
- 无头骑马者（英语：Headless Horseman）
- 美國沉睡谷傳奇中的無頭騎士

## 外部連結
- Anna's Irish folklore （页面存档备份，存于）
- Spooky Irish October - Oct. 2007 Emerald Reflections - by Brian Witt （页面存档备份，存于）